# Meore Arasadziji
Meore Arasadziji (en georgiano: მეორე არასაძიხი) o Aqbatui Arasadzij (en abjasio: Аҩбатәи Арасаӡыхь) es una aldea que pertenece a la parcialmente reconocida República de Abjasia, dentro del distrito de Ochamchire, aunque de iure es parte del municipio de Ochmachire de la República Autónoma de Abjasia de Georgia.

## Geografía
Meore Arasadziji se encuentra en el valle del río Mokvi, a 28 km de Ochamchire y a 18 km de Tkvarcheli. La aldea se administra desde el pueblo de Arasadziji.  